# Viktor Heikel

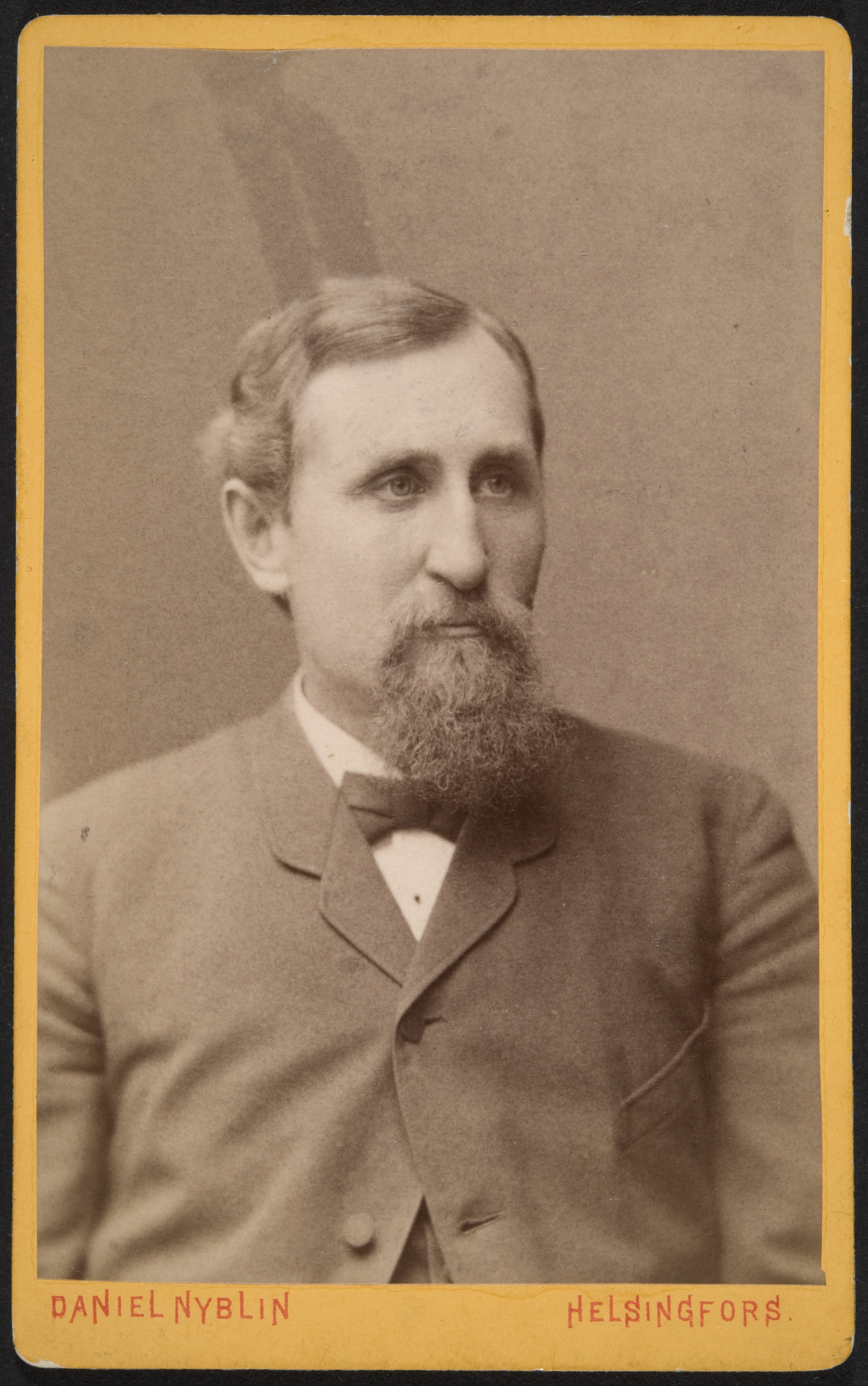
Viktor Heikel vid 1880-talet. (Fotografi av Daniel Nyblin.)

Frans Viktor Heikel, född 23 augusti 1842 i Åbo, död 27 juli 1927 i Borgå landskommun, var en finländsk gymnastiklärare, "den finländska skolgymnastikens fader". Han var son till Henrik Heikel, bror till Felix Heikel, far till Yngvar Heikel samt kusin till Axel och Ivar Heikel. 
Han studerade mellan 1867 och 1869 gymnastik i Stockholm och Tyskland, blev 1869 gymnastiklärare vid Svenska normallyceum i Helsingfors, år 1873 lektor i gymnastik vid Nykarleby seminarium. Från 1876 till 1911 var han överlärare i gymnastik vid Helsingfors universitet. Han erhöll professors titel 1907 och promoverades 1919 till medicine hedersdoktor. 
Han utvecklade ett på svensk och tysk gymnastik grundat system som reformerade den finländska gymnastiken. Han intresserade sig även för sim- och roddsport samt friidrott. Han ställde sig avvisande till den moderna idrotten med dess specialisering, tävlingshets och rekordjakt medan Artur Eklund i polemik med Heikel uttryckte sig pejorativt om gymnastiken.
Viktor Heikel deltog flitigt i tidens kulturella och sociala strävanden. På 1860-talet var han tillsammans med sin syster Anna Heikel med om att introducera baptismen i Finland. Han bildade Föreningen för religionsfrihet och tolerans i Finland 1887.